# Вера Лафонт Метьюс
Пані Ельвіра Сибіль Мері Меттьюс, уроджена Лафтон DBE (англ.  Dame Elvira Сивіли Marie Mathews née Laughton; 25 вересня 1888, Хаммерсміт, Лондон — 25 вересня 1959, Ешлі-Гарденс, Лондон) — британський воєначальник, директор Жіночої допоміжної служби ВМС (відповідне звання — контрадмірал флоту Великої Британії). Служила з 1918 по 1919 і з 1939 по 1945 роки. Також відома як керівниця ряду жіночих організацій Великої Британії.

## Біографія
Старша дочка морського історика Джона Лафтона (1830—1915) і Марії Хосефе де Альберті (іспанки за національністю). У неї було троє братів і сестра. Навчалася в школі святого Андрія в Стртихемі, а також у бельгійському Турнаї. Відвідувала королівський коледж Лондона. Працювала редактором видань Time and Tide, Suffragette і Ladies' Field.
У роки Першої світової війни була зарахована в Жіночу допоміжну службу ВМС, дослужилася до звання першого офіцера (лейтенант-командер) і очолила навчальний центр в Кристал Пелас на півдні Лондона. Військовослужбовці центру проходили різну службу і після перемир'я в листопаді 1918 року, аж до підписання Версальського договору. У роки Другої світової війни знову керувала Жіночою допоміжною службою ВМС з 11 квітня 1939 по листопад 1946. Відповідне військове звання — контрадмірал флоту. За службу нагороджена Орденом Британської імперії (дама-командор).
Була одружена з Гордоном Метьюсом з 10 червня 1924 (чоловік загинув у війну в 1943 році). У шлюбі народилися двоє синів і дочка.